# Parque natural del Cadí-Moixeró
El Parque Natural del Cadí-Moixeró (en catalán Parc Natural del Cadí-Moixeró) es un espacio natural protegido español situado entre las provincias de Barcelona, Gerona y Lérida, en Cataluña, en el ámbito de las comarcas del Bergadá, el Alto Urgel y la Cerdaña.
La sierra del Cadí es una alineación montañosa situada en los Prepirineos, sierra paralela a los Pirineos, formada por un tipo de roca, calcárea, que provoca el relieve abrupto. Su cara norte es particularmente impactante. Dentro del parque natural se encuentra el Pedraforca, montaña de forma característica situado en la zona sur, y constituye uno de los símbolos del excursionismo en Cataluña.
Sus altitudes se sitúan entre los 900 metros en los valles y los 2648,6 metros del pico más alto, el Vulturó. Es, por tanto, un parque de alta montaña. Las sierras del Cadí y del Moixeró unidas en el puerto de Tancalaporta (2357 m) forman una barrera de impresionante altura que separa el valle del Segre de la cabecera del río Llobregat.

## Datos del parque
- Nombre: Parc Natural de les Serres del Cadí-el Moixeró (parque natural de las Sierras del Cadí-el Moixeró)
- Superficie: 41 059,690 ha (410,59 km²)
- Perímetro: 187 km
- Ámbito: Municipios de
  - Provincia de Barcelona: Bagá, Castellar de Nuch, Gisclareny, Guardiola de Berga, Saldes, Vallcebre
  - Provincia de Gerona: Alp, Das, Urús
  - Provincia de Lérida: Alás Serch, Bellver de Cerdaña, Cava, Gósol, Josá Tuixent, La Vansa Fornols, Montellá Martinet, Riu

- Órgano rector: Junta Rectora del parc i Consell Directiu, con sede en el municipio de Bagá
- Órgano gestor: Departamento de Medio Ambiente y Vivienda de la Generalidad de Cataluña. Dirección General del Medio Natural, Servicio de Parques.

## Flora

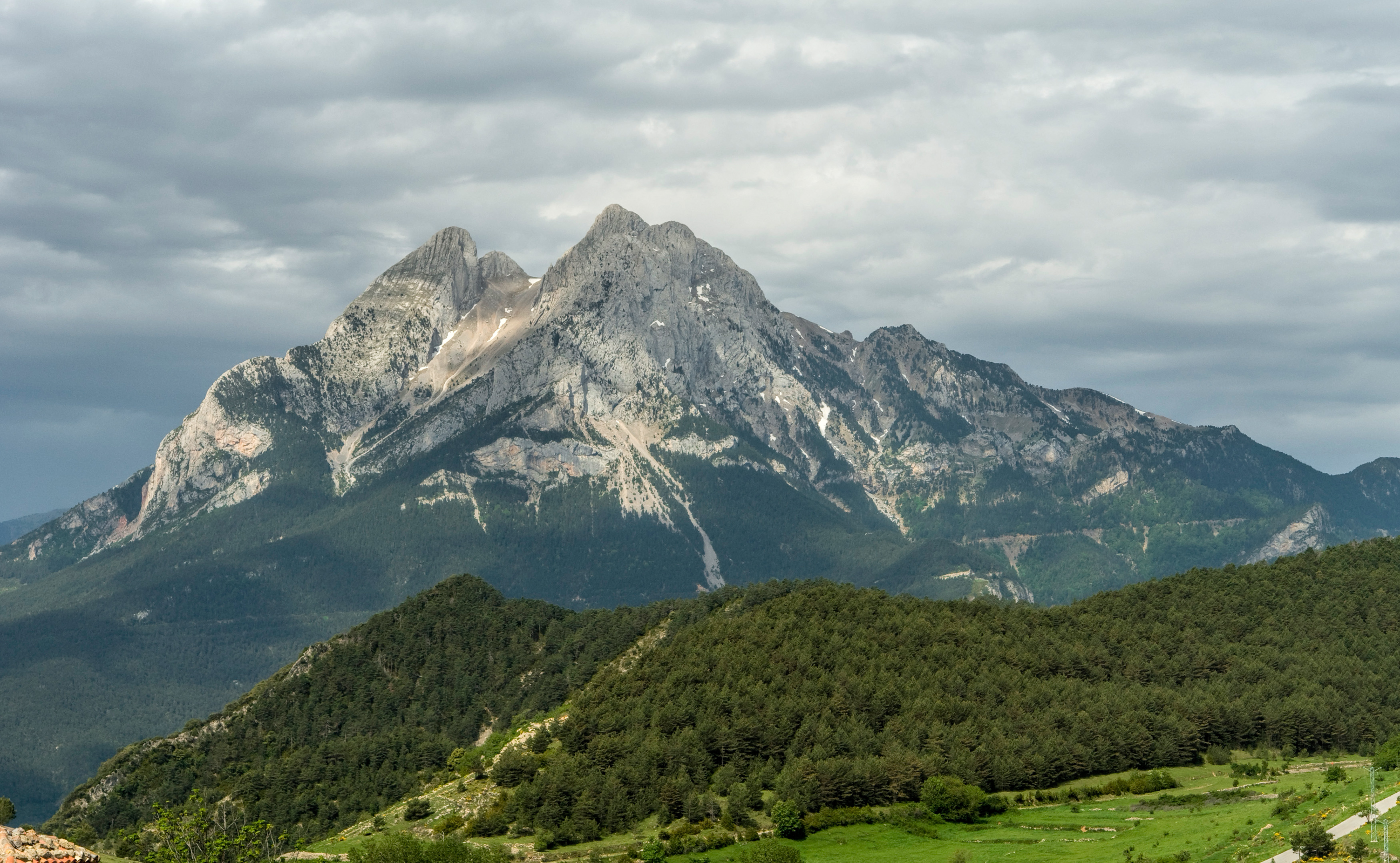
El Pedraforca en primavera.

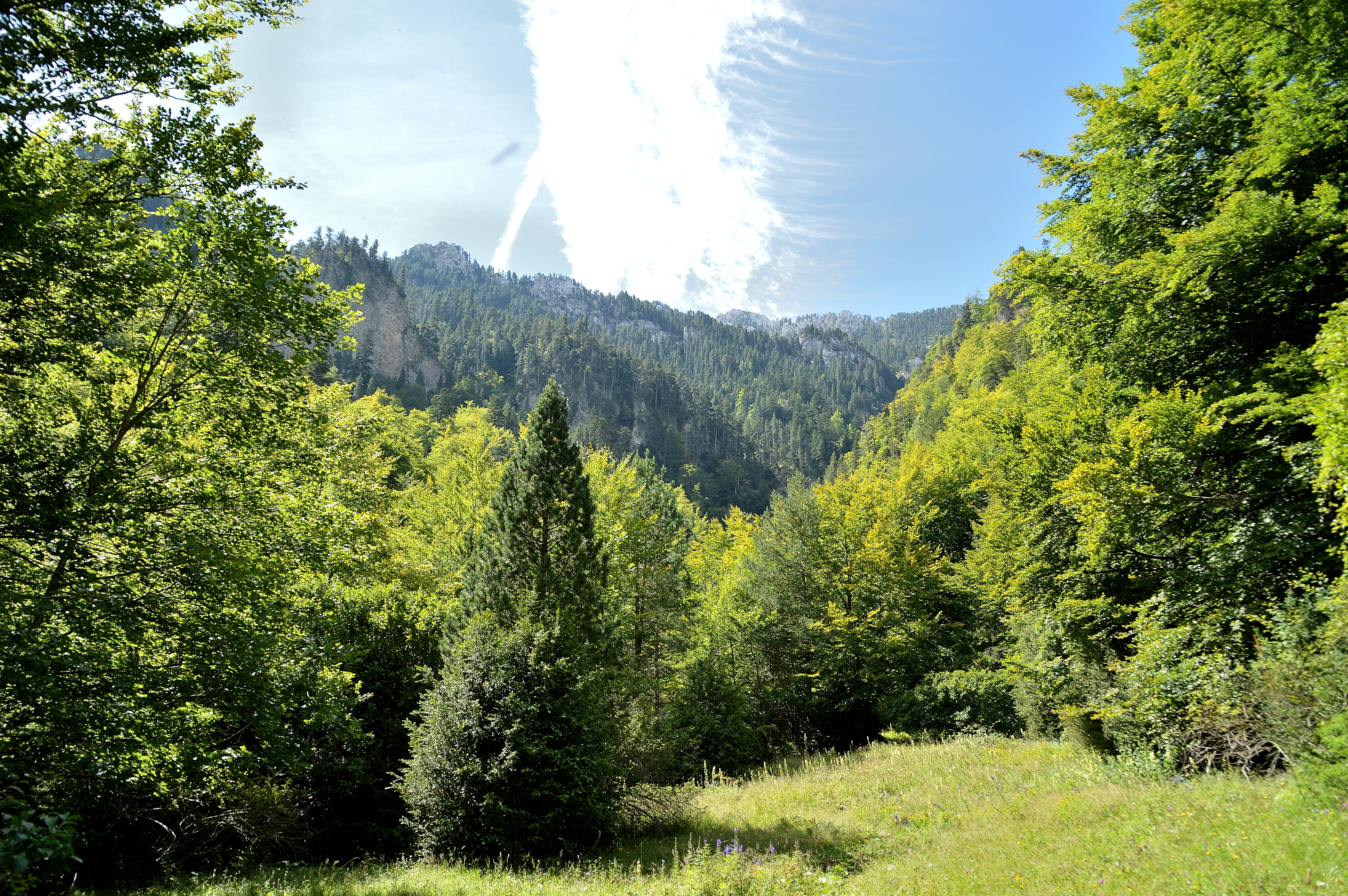
Bosque de robles y abetos en las Molleras de Gresolet

El ecosistema más importante es el bosque de coníferas, formado por abetos (Abies alba) y pinares de pino negro (Pinus uncinata) con sotobosque de boj (Buxus sempervirens) o rododendro (Rhododendrom ferrugineum), eléboro (Helleborus viridis), té de bosque (Cruciata glabra), etc.
En las partes bajas del parque encontramos sobre todo roble pubescente (Quercus humilis), que ocupa gran parte de las laderas acompañado por acirón (Acer opalus), boj (Buxus sempervirens), avellano (Corylus avellana), espino blanco (Crataegus monogyna) y enebro (Juniperus communis), entre otros.
En la zona de la umbría, el haya (Fagus sylvatica) intenta ganar terreno y desplazar al abeto (Abies alba) y el pino negro (Pinus uncinata). Entre estas especies también crece el pino silvestre (Pinus sylvestris), extendido a raíz de la explotación de la madera.

## Fauna
Entre los mamíferos, destaca el rebeco o gamuza (Rupicapra pyrenaica), que tiene en el parque una población excepcionalmente alta. El ciervo (Cervus elaphus) y el corzo (Capreolus capreolus), que se habían extinguido hace tiempo, vuelven a poblar el parque gracias a la reciente repoblación. Otro mamífero interesante es la marta (Martes martes), que habita en la mayoría de los bosques.
Entre las aves merece la pena señalar las especies relictas de los períodos glaciares como el urogallo (Tetrao urogallus), la lechuza de Tengmalm (Aegolius funereus) y el pito negro (Dryocopus martius), escogido éste como símbolo del Parque. En las zonas más altas aparece el águila real (Aquila crysaetos).
En referencia a los reptiles, citaremos dos especies propias de los hábitats húmedos: el lagarto verde (Lacerta viridis) y la culebra verdiamarilla (Coluber viridiflavus). Entre los anfibios, el tritón pirenaico (Euproctus asper), endemismo en estas montañas, y la rana bermeja (Rana temporaria).
En los escasos cursos y masas de agua que existen en el Parque viven únicamente tres especies de peces: la trucha (Salmo trutta), el barbo de montaña (Barbus meridionalis) y el piscardo o foxino común (Phoxinus phoxinus).

## Clima

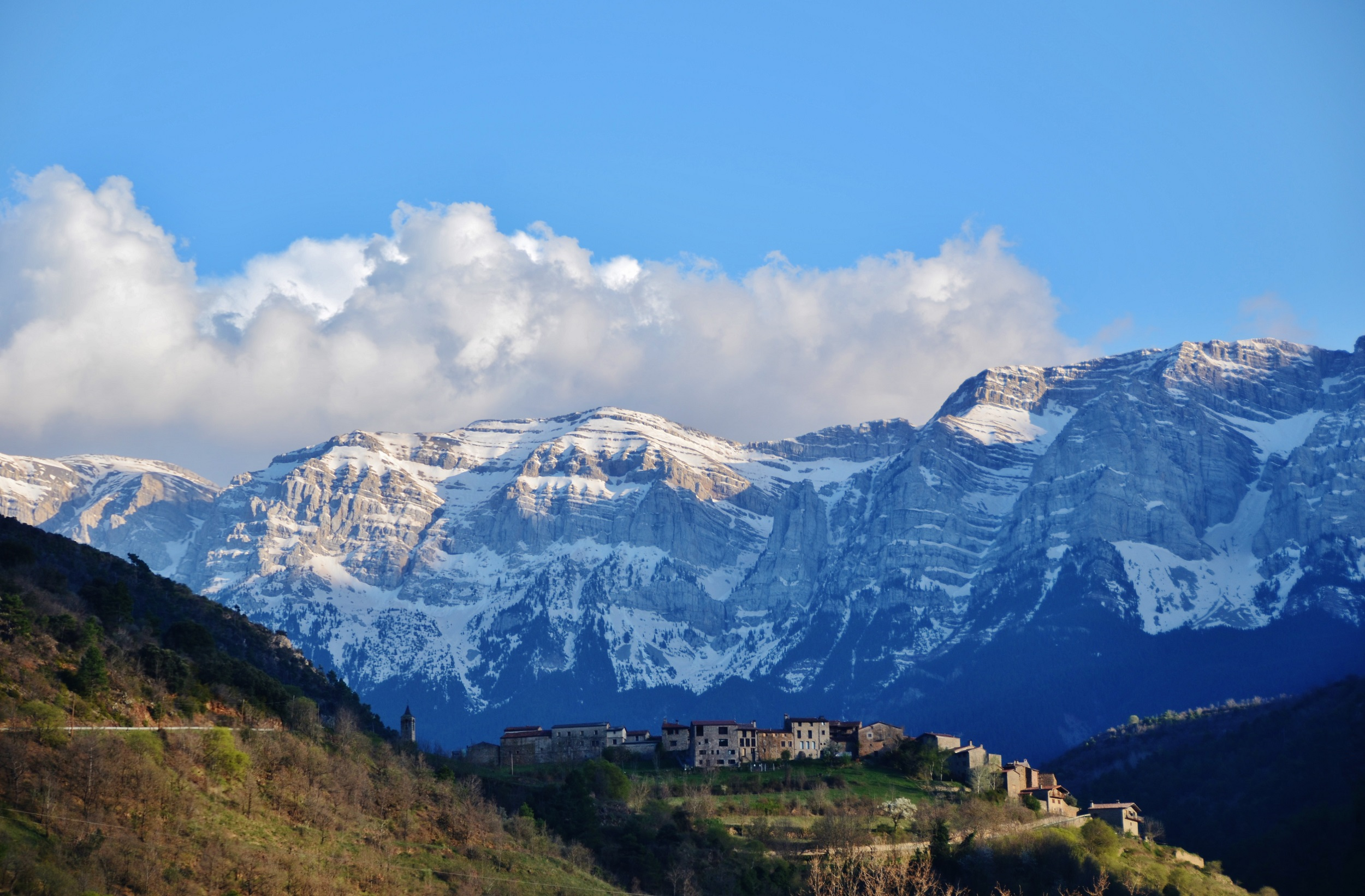
La sierra del Cadí nevada

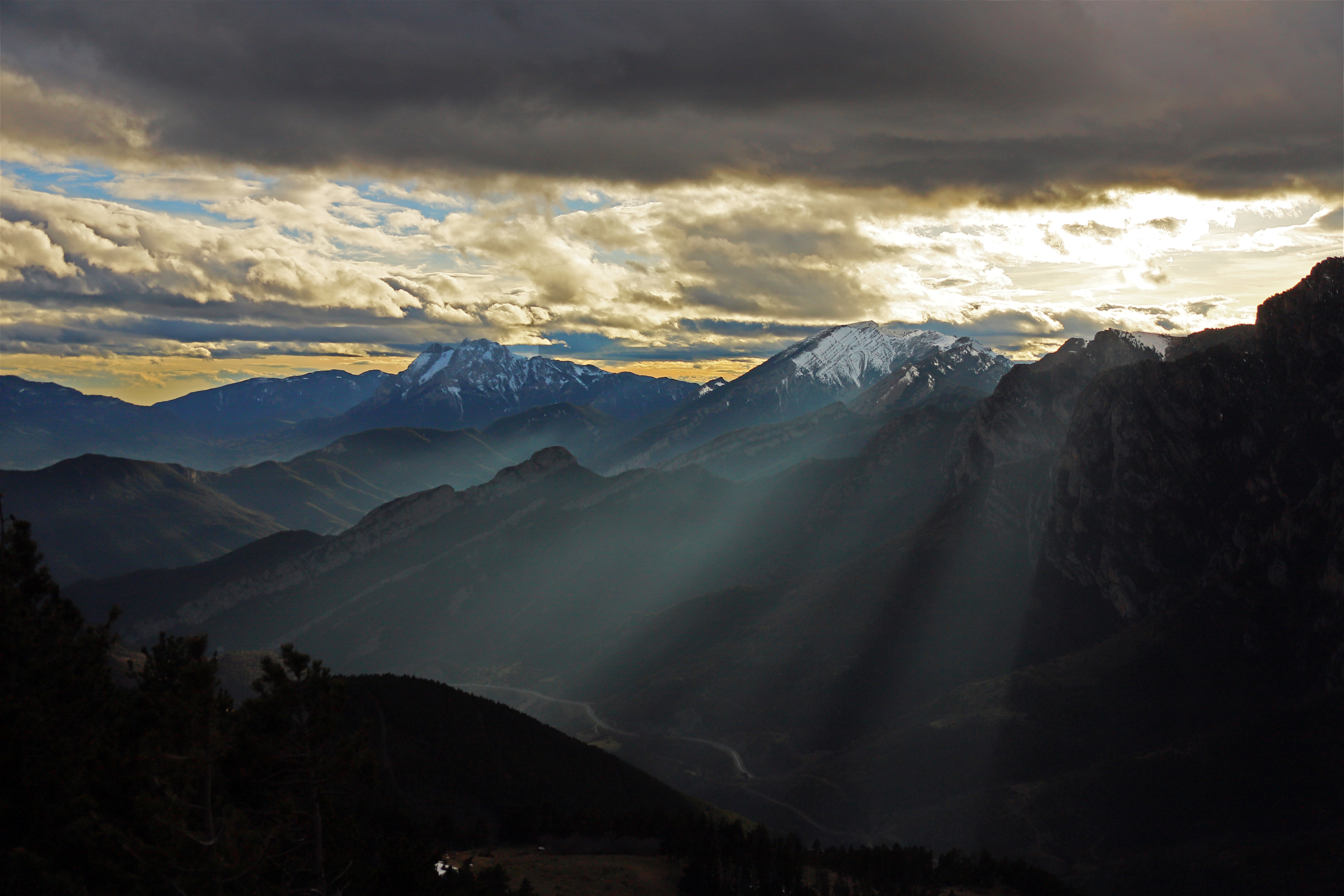
Cadí-Moixeró al atardecer

El parque posee una mezcla de clima mediterráneo continental y clima de montaña. La pluviosidad oscila entre los 1500 mm anuales en las montañas de la parte oriental y los 700 mm en las partes más bajas del oeste. Las nevadas se pueden dar durante unos seis meses en las partes más altas (de noviembre a mayo). La temperatura media anual oscila entre los 11 °C en las partes más bajas del Alto Urgel y los 0 °C en los picos más altos; los inviernos son muy fríos (se puede llegar a menos de -20 °C) y los veranos son frescos.

## Marco legislativo
- Ley 6/82, 6 de mayo, declaración del paraje natural de interés nacional del Pedraforca (DOGC 223, 14-05-82)

- Decreto 353/83, 15 de julio, declaración del parque natural del Cadí-Moixeró (DOGC 357, 24-08-83)

- Zona de Especial Protección, septiembre de 1987, de acuerdo con la Directriz 79/409 CEE, de conservación de aves.

## Conservación
En 2014, SEO/BirdLife denunció que se autorizó (en contra de la opinión de los técnicos del parque) la tala y venta de un bosque centenario de abetos pertenecientes al Inventario de Bosques Singulares de Cataluña.